# Ябилково (Хасковська область)
Я́билково (болг. Ябълково) — село в Хасковській області Болгарії. Входить до складу общини Димитровград.

## Населення
За даними перепису населення 2011 року у селі проживали 1450 осіб.
Національний склад населення села:
| Національність   | Кількість осіб | Відсоток |
| ---------------- | -------------- | -------- |
| болгари          | 1099           | 77,0%    |
| цигани           | 306            | 21,4%    |
| турки            | 12             | 0,8%     |
| Всього відповіли | 1428           |          |

Розподіл населення за віком у 2011 році:
Динаміка населення: